# Abantiades leucochiton
Abantiades leucochiton là một loài bướm đêm thuộc họ Hepialidae. Đây là loài đặc hữu của Úc, được tìm thấy ở New South Wales, Nam Úc và Victoria.
Ấu trùng của loài này sống dưới lòng đất và ăn rễ của các loài thuộc chi Casuarina và Allocasuarina.